# Geldo
Geldo ist eine Gemeinde (Municipio) mit 651 Einwohnern (Stand: 2024) in der Provinz Castellón in der spanischen autonomomen Region Valencia. 

## Geographie
Geldo liegt etwa 40 Kilometer westsüdwestlich der Provinzhauptstadt Castellón de la Plana und etwa 42 Kilometer nordnordwestlich von Valencia im Bezirk Alto Palancia in einer Höhe von ca. 305 m. 

## Sehenswürdigkeiten

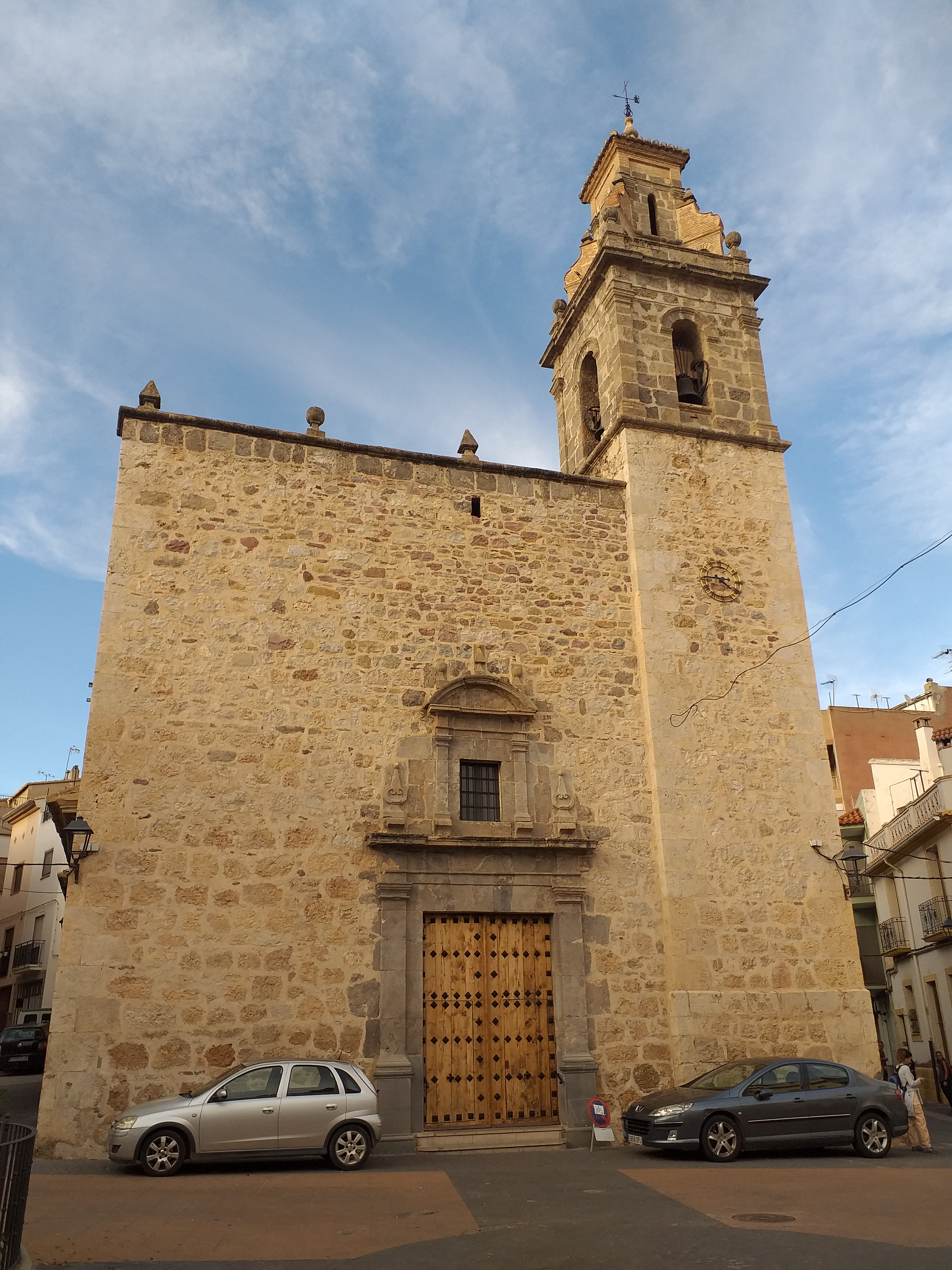
Marienkirche
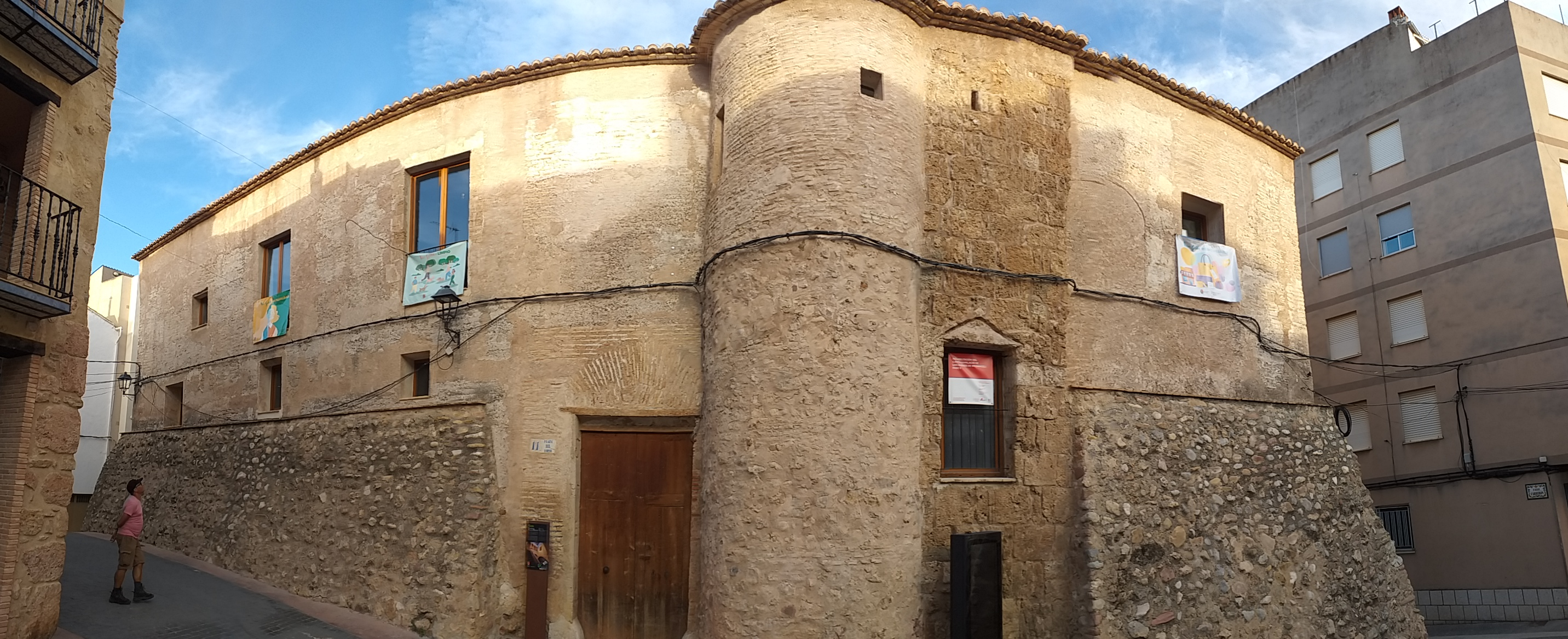
Palast der Herzöge von Medinaceli
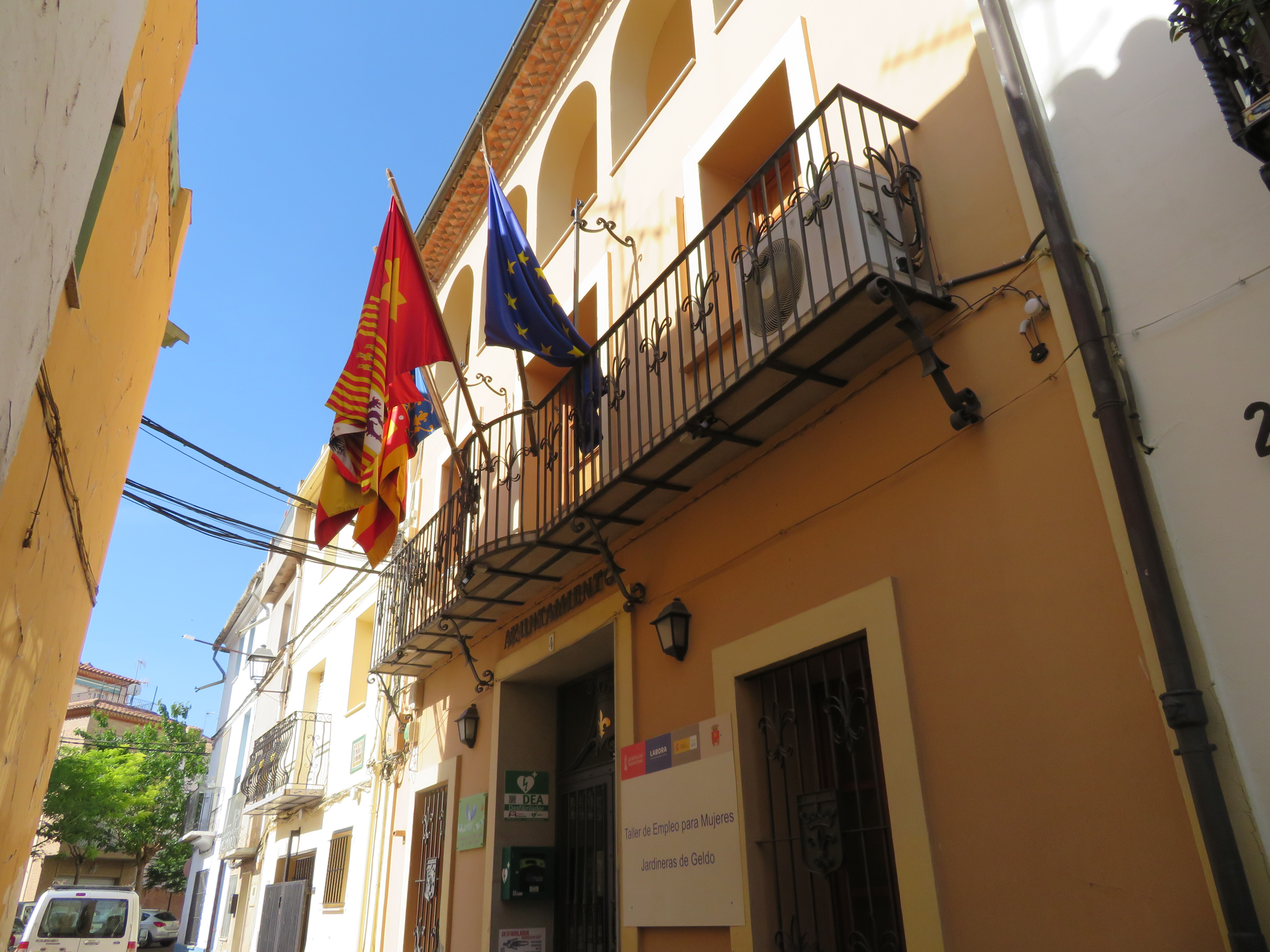
Rathaus

- Marienkirche
- Herzogspalast
- Rathaus